# Posvátná místa a poutní stezky v pohoří Kii
Posvátná místa a poutní stezky v pohoří Kii (japonsky: 紀伊山地の霊場と参詣道, Kiisanči no reidžó to sankeimiči) jsou japonské kulturní památky zapsané od roku 2004 na Seznamu světového dědictví UNESCO. Leží na poloostrově Kii ve třech vzájemně sousedících prefekturách, a to Wakajama, Nara a Mie.
Památky jsou soustředěny do třech oblastí, Jošino a Ómine (吉野・大峰), Kumanosanzan (熊野三山) a Kójasan (高野山) a třech poutních stezek táhnoucích se poloostrovem, Kumano sankei miči (熊野参詣道), Ómine okugake miči (大峯奥駈道) a Kójasan čóiši miči (高野山町石道).

## Seznam památek
| Oblast         | Památka | Typ                                    | Poloha                                                                         | Obrázek |
| -------------- | --- | -------------------------------------- | ------------------------------------------------------------------------------ | ------- |
| Jošino a Ómine | Hora Jošino (吉野山, Jošinojama) | hora                                   | město Jošino, okres Jošino, prefektura Nara                                    |         |
| Jošino a Ómine | Svatyně Jošino Mikumari (吉野水分神社, Jošino mikumari džindža)                                                                      | šintoistická svatyně                   | město Jošino, okres Jošino, prefektura Nara                                    |         |
| Jošino a Ómine | Svatyně Kinpu (金峯神社, Kimpu džindža)                                                                                              | šintoistická svatyně                   | město Jošino, okres Jošino, prefektura Nara                                    |         |
| Jošino a Ómine | Kimpusendži (金峯山寺, Kimpusendži)                                                                                                  | chrám sekty šugendó/buddhistický chrám | město Jošino, okres Jošino, prefektura Nara                                    |         |
| Jošino a Ómine | Svatyně Jošimizu (吉水神社, Jošimizu džindža)                                                                                        | šintoistická svatyně                   | město Jošino, okres Jošino, prefektura Nara                                    |         |
| Jošino a Ómine | Óminesandži (大峯山寺, Óminesandži)                                                                                                  | chrám sekty šugendó                    | vesnice Tenkawa, okres Jošino, prefektura Nara                                 |         |
| Kumano Sanzan  | Kumano Hongú Taiša (熊野本宮大社, Kumano Hongú Taiša)                                                                                | šintoistická svatyně                   | město Tanabe, prefektura Wakajama                                              |         |
| Kumano Sanzan  | Kumano Hajatama Taiša (熊野速玉大社, Kumano Hajatama Taiša)                                                                          | šintoistická svatyně                   | město Šingú, prefektura Wakajama; město Kihó, okres Minamimuro, prefektura Mie |         |
| Kumano Sanzan  | Kumano Nači Taiša (熊野那智大社, Kumano Nači Taiša)                                                                                  | šintoistická svatyně                   | město Načikacuura, okres Higašimuro, prefektura Wakajama                       |         |
| Kumano Sanzan  | Seigantodži (青岸渡寺, Seigantodži)                                                                                                  | buddhistický chrám sekty tendai        | město Načikacuura, okres Higašimuro, prefektura Wakajama                       |         |
| Kumano Sanzan  | Vodopád Nači (那智滝, Nači no Taki)                                                                                                  | vodopád                                | město Načikacuura, okres Higašimuro, prefektura Wakajama                       |         |
| Kumano Sanzan  | Prales Nači (那智原始林, Nači Genširin)                                                                                              | les                                    | město Načikacuura, okres Higašimuro, prefektura Wakajama                       |         |
| Kumano Sanzan  | Fudarakusandži (補陀洛山寺, Fudarakusandži)                                                                                          | buddhistický chrám sekty tendai        | město Načikacuura, okres Higašimuro, prefektura Wakajama                       |         |
| Hora Kója      | Svatyně Niucuhime (丹生都比売神社, Niucuhime džindža)                                                                                | šintoistická svatyně                   | město Kacuragi, okres Ito, prefektura Wakajama                                 |         |
| Hora Kója      | Kongóbudži (金剛峯寺, Kongóbudži) | buddhistický chrám sekty šingon        | město Kója, okres Ito, prefektura Wakajama                                     |         |
| Hora Kója      | Džisonin (慈尊院, Džisonin) | buddhistický chrám sekty šingon        | město Kudojama, okres Ito, prefektura Wakajama                                 |         |
| Hora Kója      | Svatyně Niukanšófu (丹生官省符神社, Niukanšófu džindža)                                                                              | šintoistická svatyně                   | město Kudojama, okres Ito, prefektura Wakajama                                 |         |
| Poutní stezky  | Ómine Okugakemiči (大峯奥駈道, Ómine Okugakemiči)                                                                                    | stezka                                 | vesnice mezi prefekturami Nara a Wakajama                                      |         |
| Poutní stezky  | Kumano Sankeimiči (熊野参詣道) - Nakaheči (中辺路), včetně řeky Kumano (熊野川) - Koheči (小辺路) - Óheči (大辺路) - Isedži (伊勢路) | stezka                                 | různá místa v prefekturách Mie a Wakajama                                      |         |
| Poutní stezky  | Kójasan čóišimiči (高野山町石道, Kójasan čóišimiči)                                                                                  | stezka                                 | vesnice v okrese Ito, prefektura Wakajama                                      |         |